# 専門学校共生館国際福祉医療カレッジ
専門学校共生館国際福祉医療カレッジ（きょうせいかんこくさいふくしいりょうカレッジ）は、福岡県久留米市にあった私立専門学校。設置者は、学校法人久留米ゼミナール。

## 設置学科
社会福祉学科
- 社会福祉士受験コース（4年）
- こども福祉コース（3年）
- ソーシャルワーカーコース（3年）

医療ビジネス科（2年）

社会福祉士通信学科（1年6ヶ月）

精神保健福祉士通信学科（10ヶ月）

## 沿革
- 1998年4月 - 開校
- 2009年4月 - 共生館福祉医療専門学校から専門学校共生館国際福祉医療カレッジに校名変更
- 2021年10月 - 学生募集停止を発表[1]
- 2023年8月30日 - 廃校となる[2]

## 所在地
- 福岡県久留米市天神町3-82-2